# Nonthaburi (provincie)
Nonthaburi is een Thaise provincie in het centrale gedeelte van Thailand. In december 2002 had de provincie 905.197 inwoners, het is daarmee de 24e provincie qua bevolking in Thailand. De oppervlakte bedraagt 622,3 km², daarmee is het de 74e provincie qua omvang in Thailand. De provincie ligt op ongeveer 20 kilometer van Bangkok. Nonthaburi grenst aan Ayutthaya, Pathumthani, Bangkok en Nakhon Pathom.

## Provinciale symbolen
|  | Op het provinciale zegel van Nonthaburi is aardewerk te zien, een traditioneel product van deze provincie. De provinciale bloem en boom is Peltophorum pterocarpum. |

## Politiek

### Bestuurlijke indeling
De provincie is onderverdeeld in 6 districten (Amphoe), die weer onderverdeeld zijn in 52 gemeenten (tambon) en 309 dorpen (moobaan).
| Amphoe 1. Mueang Nonthaburi 2. Bang Kruai 3. Bang Yai 4. Bang Bua Thong 5. Sai Noi 6. Pak Kret |